# Emiliana Arango
Pour les articles homonymes, voir Arango.
Emiliana Arango, née le 28 novembre 2000 à Medellín, est une joueuse de tennis colombienne, professionnelle depuis 2018.
Elle est membre de l'équipe de Colombie de Fed Cup depuis 2016.

## Carrière
Sur le circuit ITF Junior, Emiliana Arango atteint le 8e rang mondial en janvier 2018. En simple, elle a atteint les demi-finales de l'US Open junior 2017. En double, elle est quart de finaliste à Wimbledon et à l'US Open. En tant que junior, elle a remporté trois titres en simple dont les championnats sud-américains et autant en double.
Arango fait ses débuts en simple sur le circuit WTA en 2016 lors de la Copa Colsanitas à Bogota, où elle perd au premier tour contre Irina Falconi. Lors de la Copa Colsanitas 2018, elle remporte sa première victoire au niveau WTA contre Verónica Cepede Royg. Elle écarte ensuite Jasmine Paolini avant d'abandonner en quart de finale.
Elle participe pour la première fois à un tournoi du Grand Chelem lors des qualifications de Roland-Garros en 2022.
En 2023, Arango atteint les demi-finales du tournoi de Cali, s'inclinant face à la future championne Nadia Podoroska. Qualifiée pour l'Open de Catalogne, elle perd au deuxième tour contre Jil Teichmann.
Elle se révèle à l'Open de Guadalajara, lors de ses débuts au niveau WTA 1000 en battant la 11e tête de série Anastasia Potapova puis Sloane Stephens et Taylor Townsend pour atteindre les quarts de finale. Elle devient la première joueuse colombienne à atteindre un quart de finale d'un tournoi de cette importance depuis Fabiola Zuluaga à Berlin en 2004.
Début 2025, elle remporte le tournoi WTA 125 de Cancún, en dominant en finale la Canadienne Carson Branstine.
Classée n°133 au tournoi de Mérida, Arango atteint son quatrième quart de finale WTA en carrière pour la première fois depuis 2023 après s'être qualifiée pour le tableau principal et avoir ensuite battu la lucky-loser María Carlé pour la deuxième fois (première fois en qualifications), puis Francesca Jones. Elle bat ensuite Rebecca Šramková pour atteindre sa première demi-finale WTA et également sa première au niveau WTA 500. Elle atteint sa première finale du circuit WTA en dominant une autre qualifiée, Daria Saville. Elle s'incline en finale face à l'Américaine Emma Navarro. À l'issue du tournoi, elle gagne plus de 50 places au classement WTA, faisant ainsi ses débuts dans le top 100 du classement au 80e rang mondial le 3 mars 2025.

## Palmarès WTA

### Finale en simple dames
| No | Date       | Nom et lieu du tournoi    | Catégorie | Dotation    | Surface    | Vainqueure   | Score    |          |
| -- | ---------- | ------------------------- | --------- | ----------- | ---------- | ------------ | -------- | -------- |
| 1  | 24-02-2025 | Mérida Open Akron, Mérida | WTA 500   | 1 064 510 $ | Dur (ext.) | Emma Navarro | 6-0, 6-0 | Parcours |

### Titre en simple en WTA 125
| No | Date       | Nom et lieu du tournoi | Catégorie | Dotation  | Surface    | Finaliste        | Score    |          |
| -- | ---------- | ---------------------- | --------- | --------- | ---------- | ---------------- | -------- | -------- |
| 1  | 10-02-2025 | Cancún Open, Cancún    | WTA 125   | 115 000 $ | Dur (ext.) | Carson Branstine | 6-2, 6-1 | Parcours |

### Finale en simple en WTA 125
| No | Date       | Nom et lieu du tournoi   | Catégorie | Dotation  | Surface      | Vainqueure  | Score     |          |
| -- | ---------- | ------------------------ | --------- | --------- | ------------ | ----------- | --------- | -------- |
| 1  | 28-10-2024 | Bolivia Open, Santa Cruz | WTA 125   | 115 000 $ | Terre (ext.) | Anca Todoni | 7-65, 6-0 | Parcours |

## Parcours en Grand Chelem

### En simple dames
| Année | Open d'Australie | Open d'Australie | Internationaux de France | Internationaux de France | Wimbledon       | Wimbledon           | US Open | US Open             |
| ----- | ---------------- | ---------------- | ------------------------ | ------------------------ | --------------- | ------------------- | ------- | ------------------- |
| 2022  | —                | —                | Q1                       | Lesia Tsurenko           | Q1              | Liang En-shuo       | —       | —                   |
| 2023  | —                | —                | Q2                       | Mirra Andreeva           | Q3              | Simona Waltert      | Q2      | Viktória Hrunčáková |
| 2024  | Q1               | Katherine Sebov  | Q1                       | Julia Avdeeva            | Q1              | Elena-Gabriela Ruse | Q1      | Lucrezia Stefanini  |
| 2025  | Q1               | Daria Snigur     | 2e tour (1/32)           | Zheng Qinwen             | 1er tour (1/64) | Daria Kasatkina     |         |                     |

N.B. : à droite du résultat se trouve le nom de l'ultime adversaire.

## Parcours en WTA 1000
Les tournois WTA « Premier Mandatory » et « Premier 5 » (entre 2009 et 2020) et WTA 1000 (à partir de 2021) constituent les catégories d'épreuves les plus prestigieuses, après les quatre levées du Grand Chelem. 

De 2009 à 2023, les tournois Premier Mandatory (dits tournois WTA 1000 obligatoires entre 2021 et 2023) regroupent Indian Wells, Miami, Madrid et Pékin, les autres constituant les tournois Premier 5 (tournois WTA 1000 non-obligatoires). À partir de 2024, le nombre de tournois WTA 1000 passe à 10 par saison (fin de l’alternance Doha / Dubaï), ces derniers devenant tous obligatoires et offrant tous 1000 points à la vainqueure (contre 900 points précédemment pour les tournois Premier 5).

### En simple dames
| Année |       |              |       |        |                             |                              |                            |                             |                          |       |  |                          |
| Doha  | Dubaï | Indian Wells | Miami | Madrid | Rome                        | Canada                       | Cincinnati                 | Pékin                       |                          | Wuhan |  |                          |
| Doha  | Dubaï | Indian Wells | Miami | Madrid | Rome                        | Canada                       | Cincinnati                 | Pékin                       | Guadalajara              |       |  |                          |
| Doha  | Dubaï | Indian Wells | Miami | Madrid | Rome                        | Canada                       | Cincinnati                 | Pékin                       |                          |       |  |                          |
| 2023  |       | WTA 500      |       |        |                             |                              |                            |                             |                          |       |  | 1/4 de finale M. Sákkari |
| 2024  |       |              |       |        | 2e tour (1/32) L. Fernandez | 2e tour (1/32) D. Yastremska |                            |                             |                          |       |  |                          |
| 2025  |       |              |       |        |                             | 1er tour (1/64) C. Osorio    | 2e tour (1/32) M. Andreeva | 1er tour (1/64) E. Bouchard | 1er tour (1/64) Wang Xn. |       |  |                          |

Sous le résultat, l’ultime adversaire.
1. 1 2   Les tournois de Doha et Dubaï alternent le statut de tournoi WTA 1000 (ex Premier 5) entre 2009 et 2023 : les trois premières éditions ont lieu à Dubaï, les trois suivantes à Doha, puis Dubaï accueille le tournoi de cette catégorie les années impaires et Dubaï les années paires. De 2011 à 2023, la ville qui n’accueille pas de WTA 1000 organise à la place un tournoi WTA 500 (ex Premier).
2. 1 2 3 4 5 6 7   L’ordre de déroulement des tournois a évolué depuis 2009 : Rome se dispute avant Madrid et Cincinnati avant Montréal/Toronto jusqu’en 2010, tandis que Tokyo (2009-2013)-Wuhan (2014-2019, 2024-)-Guadalajara (2022-2023) ont lieu avant Pékin jusqu’en 2023.

## Classements WTA en fin de saison
| Année          | 2016 | 2017 | 2018 | 2019 | 2020 | 2021 | 2022 | 2023 | 2024 |
| Rang en simple | 826  | 494  | 437  | 540  | 493  | 249  | 377  | 112  | 180  |
| Rang en double | –    | –    | –    | 591  | 578  | 648  | –    | 570  | 799  |

Source : (en) Classements de Emiliana Arango sur le site officiel de la Fédération internationale de tennis